# 狗皮膏
狗皮膏，俗称狗皮膏药，是一种外用中成药。

## 简介
狗皮膏本为摊于兽皮或布上的黑膏药。早期的狗皮膏以狗皮为载体，盖因狗皮保暖性能较好且强度较高，“狗皮膏”也因此得名。但现代药厂生产的狗皮膏大多不再是传统的黑膏药，而是提取药物有效成分涂抹于载体上；载体方面也很少使用狗皮或其它兽皮，多以胶布等代替。狗皮膏由生草乌、生川乌、羌活、独活等二十几位药材制成，有“祛风散寒，活血止痛”之功效，多用于治疗关节炎、腰肌劳损等引起的疼痛。需要注意的是，孕妇在使用时不宜贴敷于腰腹部。

## 引申含义
由于旧时某些江湖郎中往往把所售狗皮膏药吹嘘成包治百病的万能药，故“狗皮膏药”有时被用于形容假药劣药，进而衍生出“信口开河”“坑蒙拐骗”的含义，如刘半农《〈半农杂文〉自序》中有云：“再往下说，那就是信口开河，不如到庙会上卖狗皮膏药去！”
因狗皮膏的黏性，“狗皮膏药”有时也用于形容黏性较大且难以铲除的事物（如随处乱贴的“小广告”），或是形容过于亲近他人。